# والیس (کارولینای شمالی)
والیس (به انگلیسی: Wallace) شهری در ایالت کارولینای شمالی کشور ایالات متحده آمریکا است که جمعیت آن در سرشماری سال ۲۰۱۰ میلادی، ۳٬۸۸۰ نفر بوده‌است.